# 多布魯德沙冰川

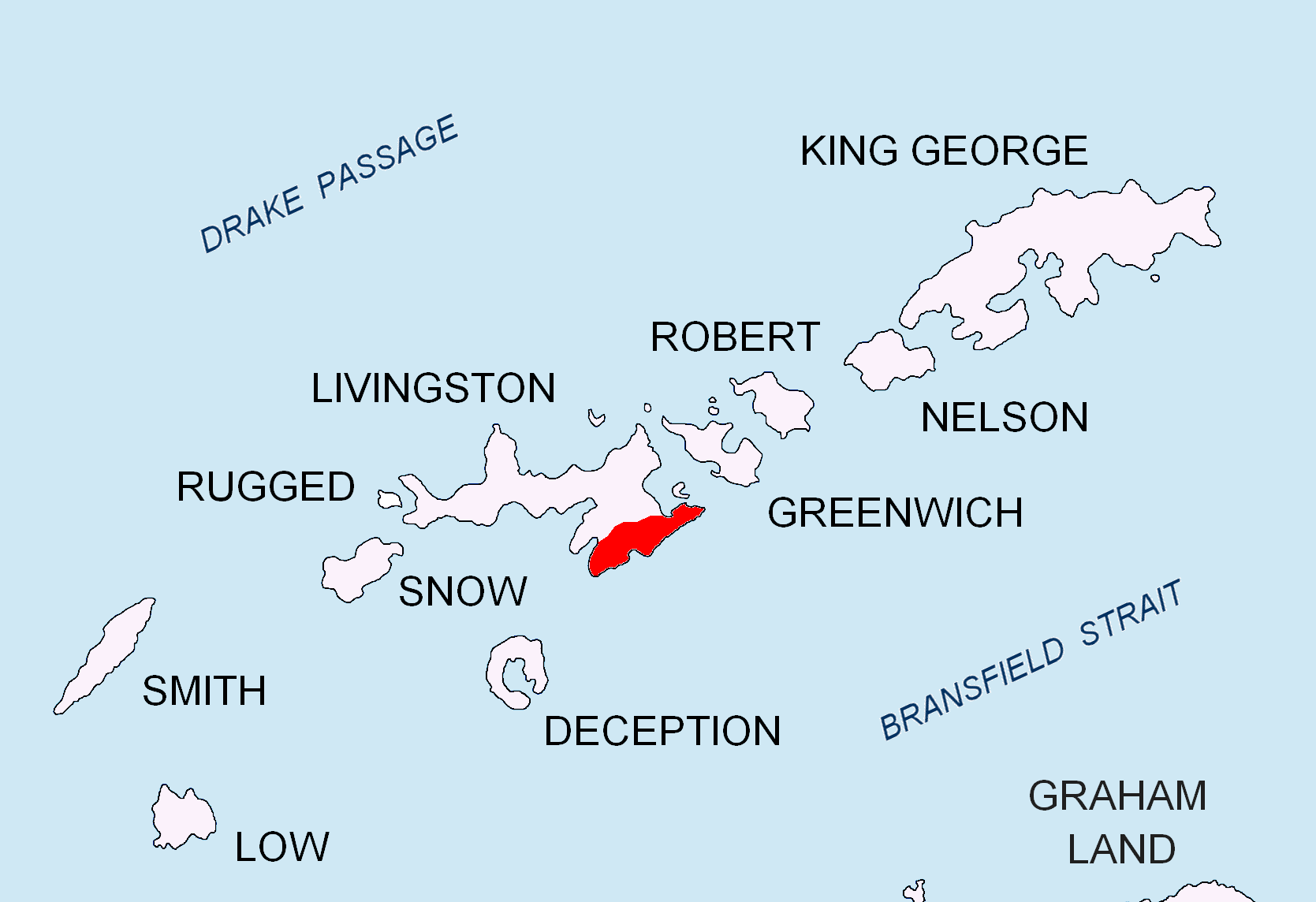

多布魯德沙冰川是南極洲的冰川，位於南設得蘭群島中利文斯頓島的布爾加斯半島，最終注入布蘭斯菲爾德海峽，該冰川以保加利亞的地區命名。
62°39′28″S 59°57′15″W / 62.65778°S 59.95417°W

## 外部連結
- Composite Antarctic Gazetteer（页面存档备份，存于）.